# Pavimento

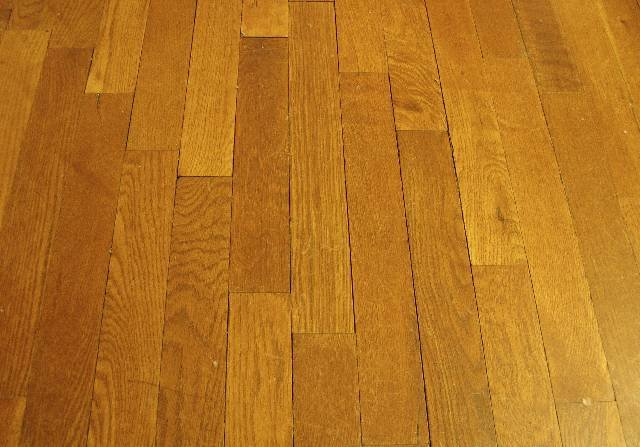
Pavimento en madera.

El pavimento (del latín pavimentum) es el término que engloba a diferentes materiales que constituyen los acabados de superficies horizontales en espacios construidos por el hombre. En arquitectura, es la base horizontal de una determinada construcción (o las diferentes bases de cada nivel de un edificio) que sirve de apoyo a las personas, animales o cualquier pieza de mobiliario. Un pavimento puede tener diversos tipos de revestimiento (madera, cerámica, etc.). También se denomina pavimento a los conectores de vías de comunicación con asfaltos combinados naturales.

### Pavimento (ingeniería civil)
En ingeniería civil, el pavimento forma parte del firme y es la capa constituida por uno o más materiales que se colocan sobre el terreno natural o nivelado, para aumentar su resistencia y servir para la circulación de personas o vehículos. Entre los materiales utilizados en la pavimentación urbana, industrial o vial están los suelos con mayor capacidad de soporte, los materiales rocosos, el hormigón y las mezclas asfálticas. En la actualidad se encuentra en investigación pavimentos que ayudan al medio ambiente como el formado por noxer.
Una de las primeras formas de pavimentación fue la calzada romana, construida en varias camadas. Esta gran obra de ingeniería logró que varios tramos hayan resistido durante siglos y se puedan encontrar inclusive hoy.

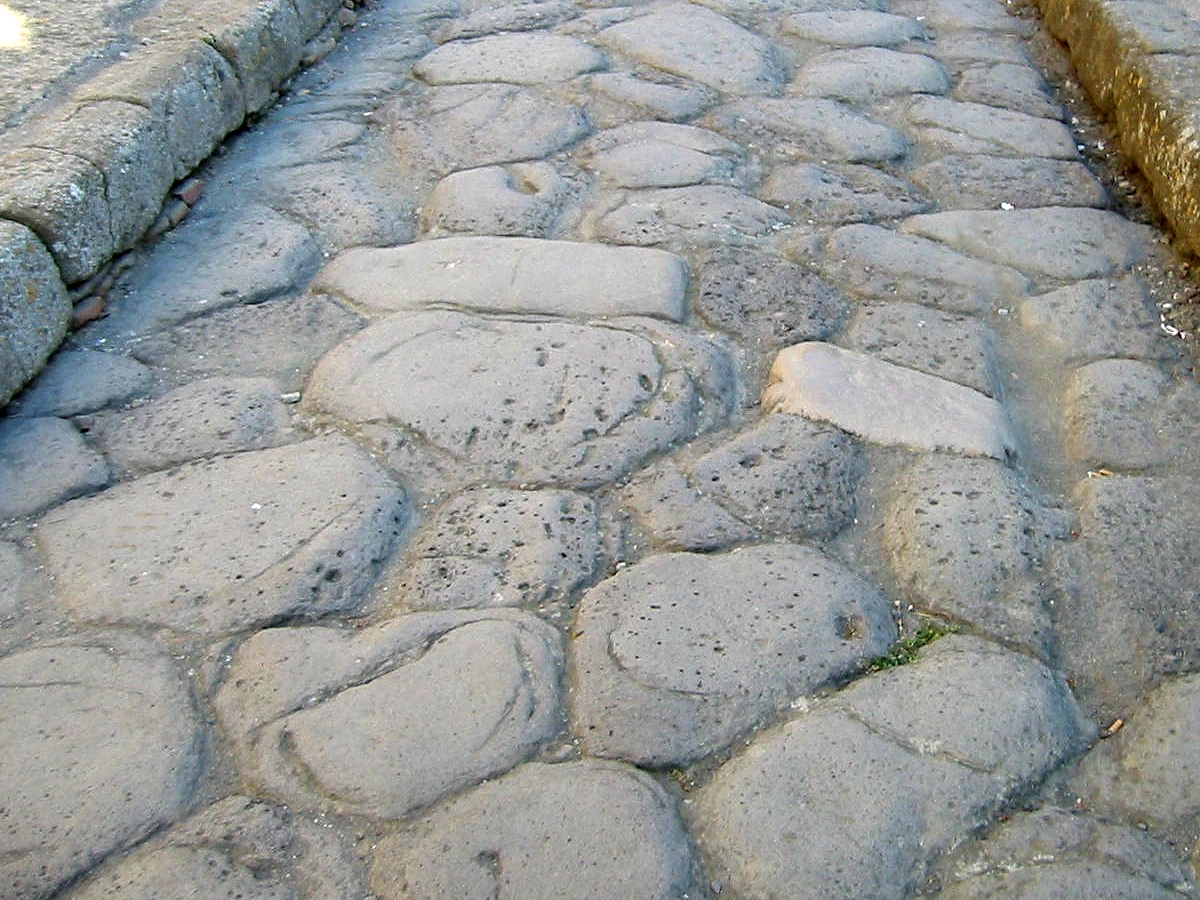
Pavimento romano en piedra en Herculano
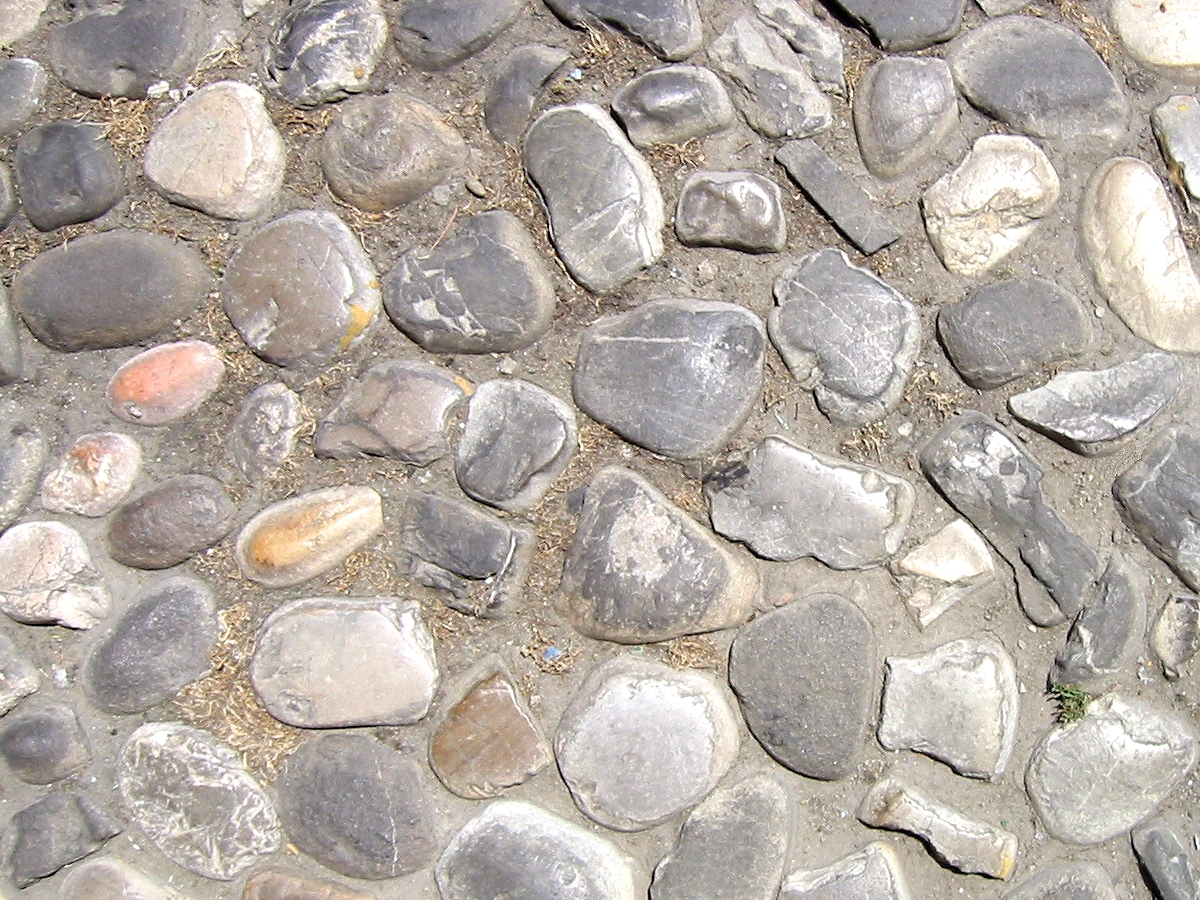
Pavimento adoquinado en Italia
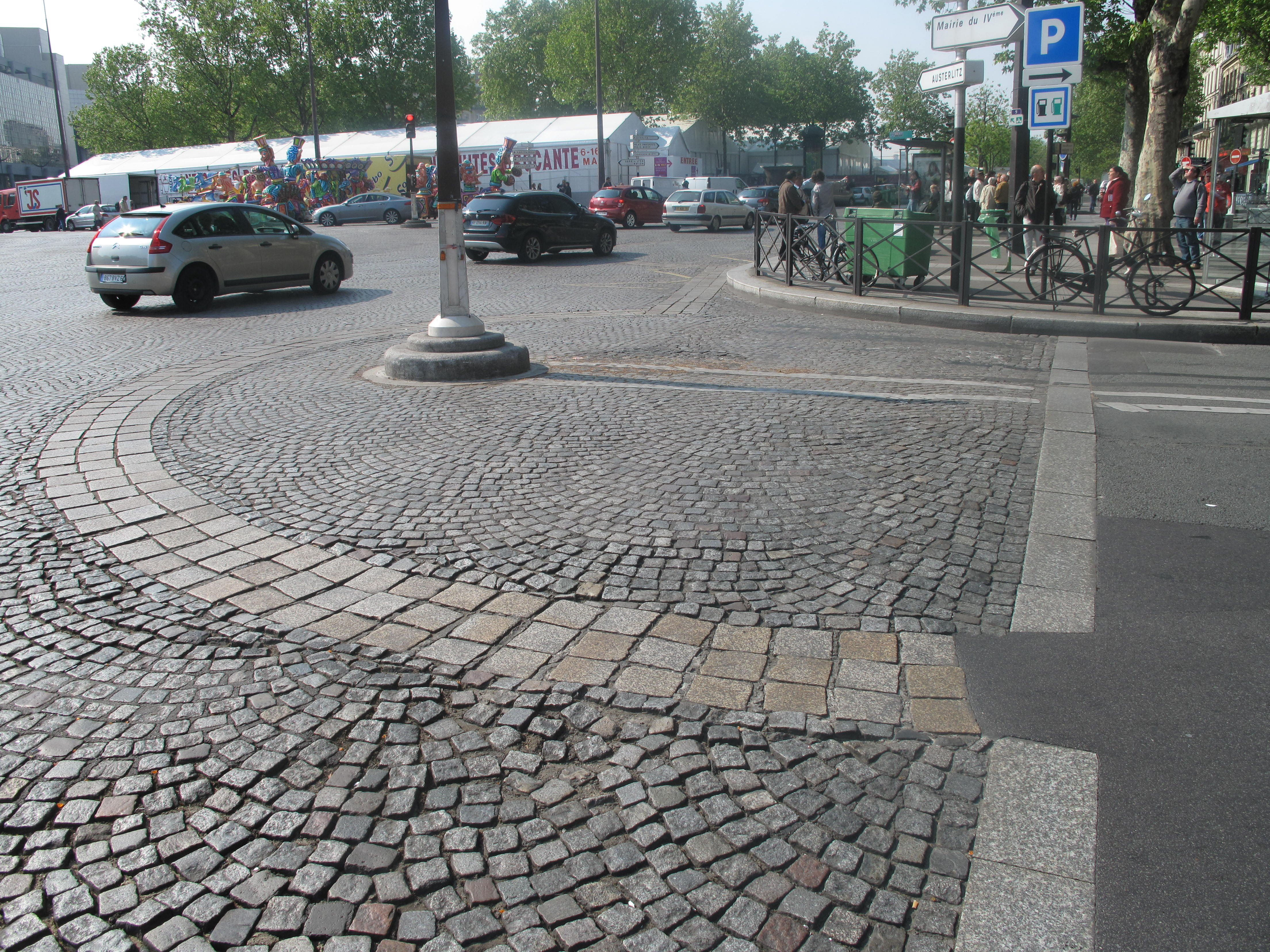
Pavimento de adoquines en París
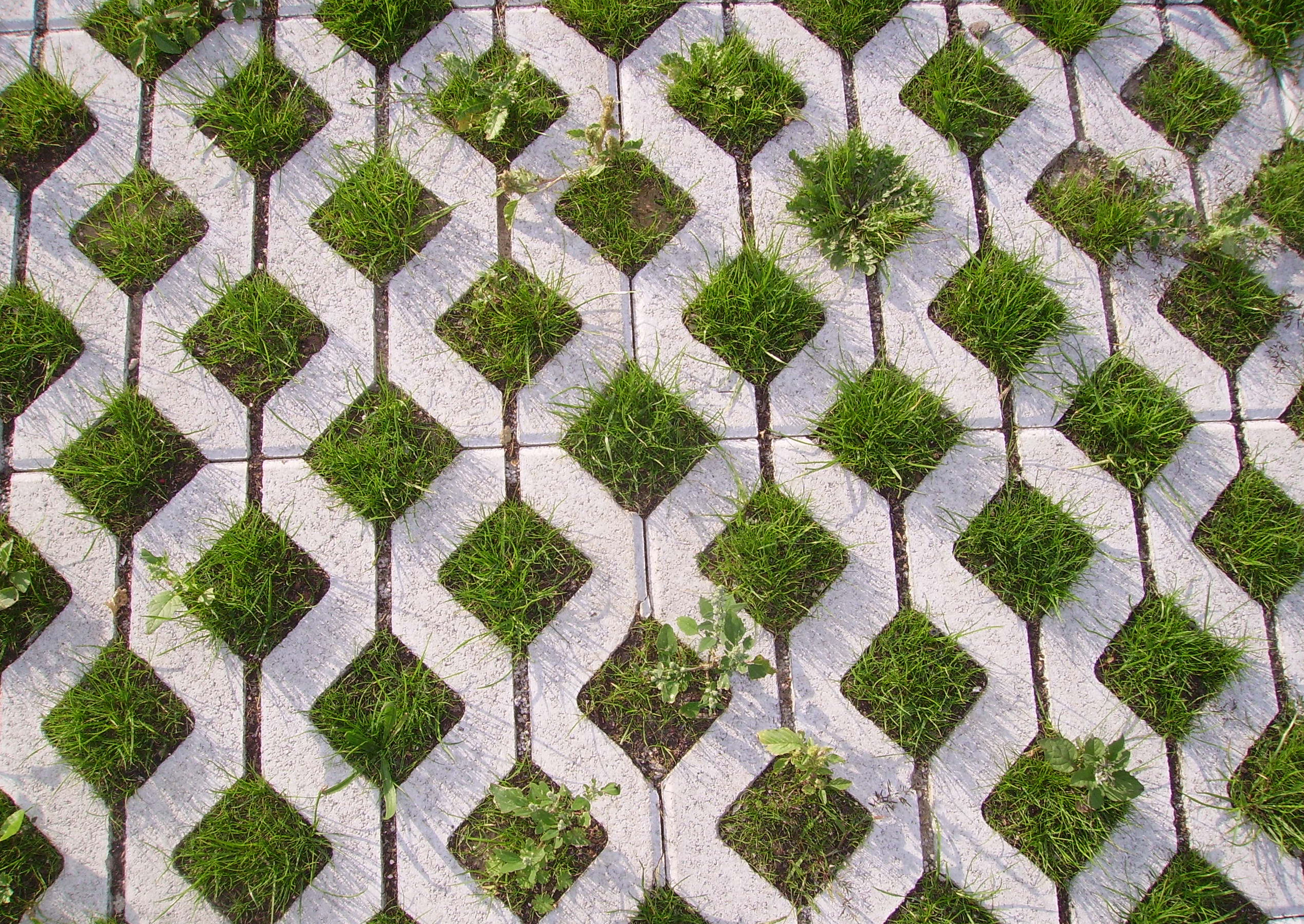
Empedrado permeable
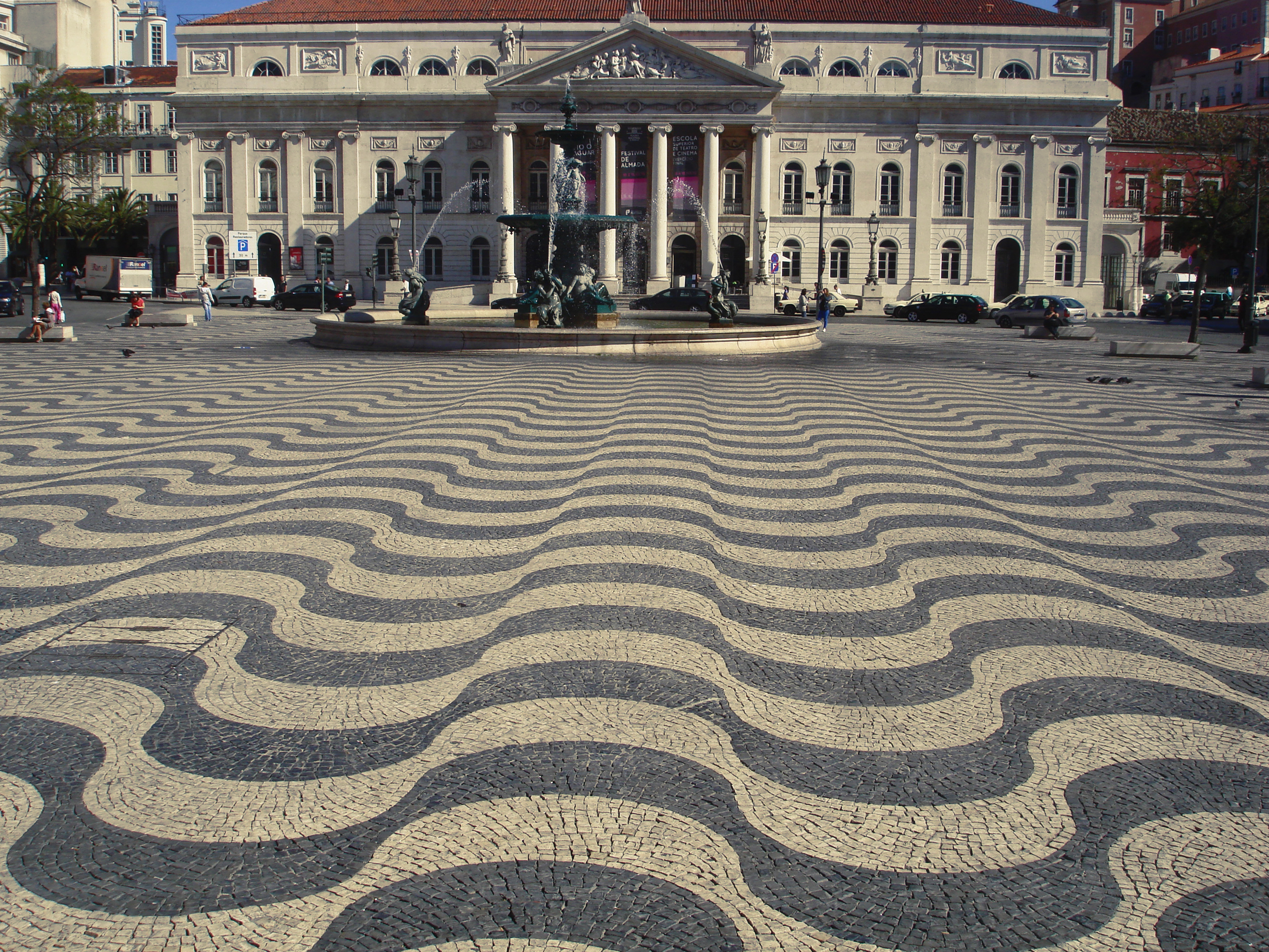
Empedrado portugués de basalto negro y piedra caliza blanca en Lisboa
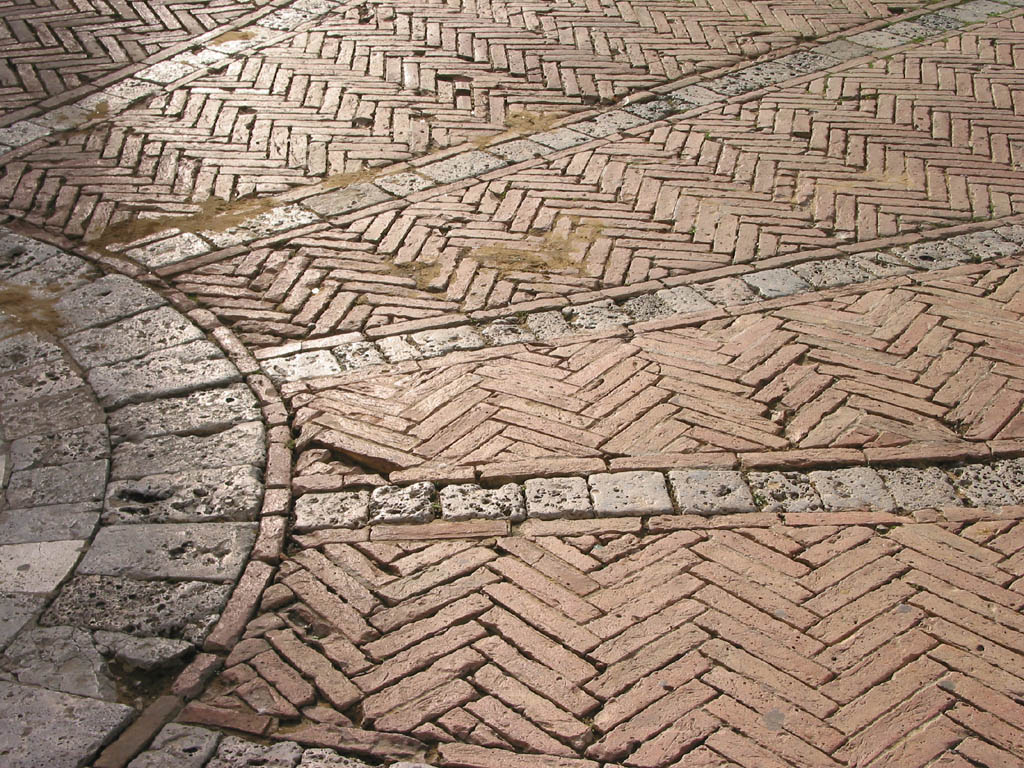
Pavimento de ladrillo en Piazza del Campo, Siena.
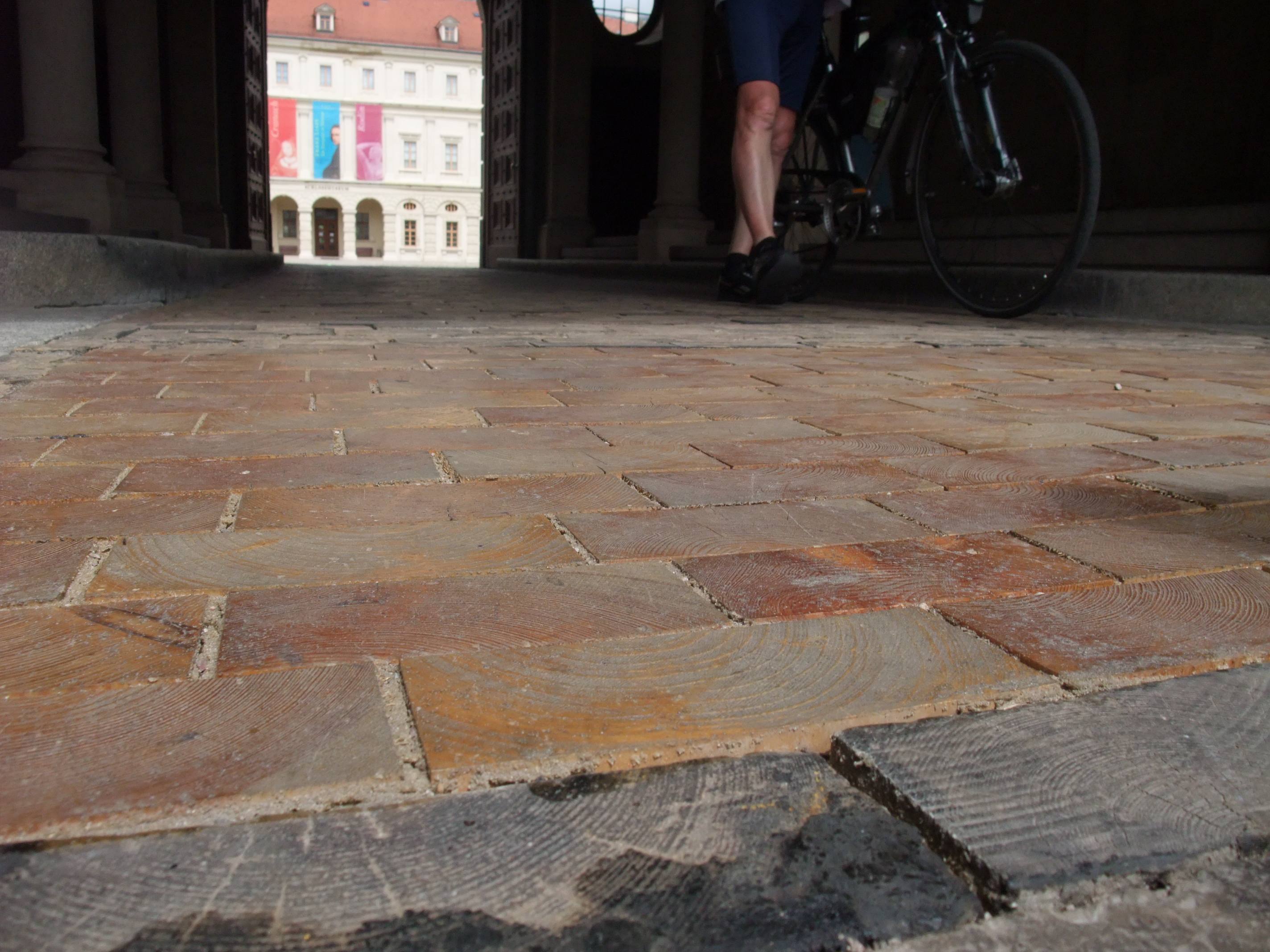
Pavimento de madera que podría utilizarse en interiores como material del suelo

### Tipos de Pavimentos
En la ingeniería civil los pavimentos generalmente para la disposicion de las carreteras se disponen de 2 a 3 tipos de pavimentos:
Pavimento rígido :
Los pavimentos rígidos, típicamente construidos con concreto o cemento, son estructuras sólidas y duraderas que distribuyen eficazmente las cargas del tráfico a lo largo de su superficie. Su rigidez inherente les permite resistir deformaciones bajo cargas pesadas, lo que los hace adecuados para carreteras de alto tráfico y aeropuertos. Sin embargo, su construcción inicial puede ser más costosa que otros tipos de pavimento
Pavimento flexible :
Los pavimentos flexibles, como los construidos con asfalto, se caracterizan por su capacidad para deformarse bajo cargas y luego recuperar su forma original. Esto los hace ideales para áreas con suelos menos estables o donde se requiere flexibilidad estructural, como en climas con temperaturas extremas o terrenos sujetos a movimientos. Son relativamente económicos de construir y permiten reparaciones superficiales más simples en comparación con los pavimentos rígidos.
Pavimento Semi rígido :
Los pavimentos semi rígidos son una combinación de características de pavimentos rígidos y flexibles. Generalmente se construyen con una capa de concreto asfáltico sobre una base rígida, como concreto de cemento Portland o concreto de fraguado rápido. Esta combinación proporciona una estructura robusta que puede soportar cargas pesadas mientras se adapta a cierta flexibilidad para resistir las deformaciones y asentamientos del suelo. Son comúnmente utilizados en áreas donde se requiere una transición suave entre pavimentos rígidos y flexibles, o donde se necesita una solución intermedia en términos de costo y desempeño.
- Firme
- Mobiliario urbano de Barcelona